# Zaiizd, Romnî
Zaiizd (în ucraineană Заїзд) este un sat în comuna Velîki Bubnî din raionul Romnî, regiunea Sumî, Ucraina.

## Demografie
Componența lingvistică a localității Zaiizd
     Ucraineană (100%)
Conform recensământului din 2001, toată populația localității Zaiizd era vorbitoare de ucraineană (100%).